# 2010-es jégkorong-világbajnokság
A 2010-es jégkorong-világbajnokság a 74. világbajnokság volt, amelyet a Nemzetközi Jégkorongszövetség szervezett. A vb-ken 48 ország válogatottja vett részt négy szinten. A világbajnokságok végeredményei alapján alakult ki a 2011-es jégkorong-világbajnokság főcsoportjának illetve divízióinak mezőnye.

## Főcsoport
A főcsoport világbajnokságát 16 csapat részvételével május 7. és 23. között rendezték Németországban.
- Csehország – világbajnok
- Oroszország
- Svédország
- Németország
- Svájc
- Finnország
- Kanada
- Dánia
- Norvégia
- Fehéroroszország
- Lettország
- Szlovákia
- Egyesült Államok
- Franciaország
- Olaszország – Kiesett a divízió I-be
- Kazahsztán – Kiesett a divízió I-be

## Divízió I
A divízió I-es jégkorong-világbajnokság A csoportját Tilburgban, Hollandiában, a B csoportját Ljubljanában, Szlovéniában április 17. és 25. között rendezték.
| A csoport - Ausztria – Feljutott a főcsoportba - Ukrajna - Japán - Hollandia - Litvánia - Szerbia – Kiesett a divízió II-be | B csoport - Szlovénia – Feljutott a főcsoportba - Magyarország - Lengyelország - Nagy-Britannia - Dél-Korea - Horvátország – Kiesett a divízió II-be |

## Divízió II
A divízió II-es jégkorong-világbajnokság A csoportját Naucalpanban, Mexikóban, a B csoportját  Narvában, Észtországban rendezték április 10. és 17. között.
| A csoport - Spanyolország – Feljutott a divízió I-be - Ausztrália - Belgium - Bulgária - Mexikó - Törökország – Kiesett a divízió III-ba | B csoport - Észtország – Feljutott a divízió I-be - Románia - Izland - Új-Zéland - Kína - Izrael – Kiesett a divízió III-ba |

## Divízió III
A divízió III-as jégkorong-világbajnokság A csoportját Kockelscheuerban, Luxemburgban, a B csoportját Jerevánban, Örményországban rendezték április 14. és 18. között.